# Albinus (Konsul 444)
Flavius Albinus (Decius Albinus) war ein spätantiker weströmischer Beamter und Politiker im 5. Jahrhundert. 
Albinus könnte ein Neffe von oder identisch mit Caecina Decius Acinatius Albinus, Stadtpräfekt im Jahr 414, sein. Er amtierte im Jahr 444 zusammen mit Kaiser Theodosius II. als Konsul. Die Novellae Valentiniani III., nach dem Codex Theodosianus (438) zusammengestellte Gesetzessammlungen, erwähnen seine Prätorianerpräfektur von Italien (ca. 443–448/449) regelmäßig als seine zweite Amtszeit, was auf eine frühere Präfektur hindeutet. Wahrscheinlich war er 440 Prätorianerpräfekt von Gallien, da er in diesem Jahr laut Prosper Tiro, ohne mit einem Rangtitel benannt zu sein, in einen Streit mit dem magister militum Aetius verwickelt war, der von Papst Leo I. geschlichtet wurde. Die Novellae Valentiniani III. dokumentieren seine Tätigkeit in Italien, wo er in einer Zeit der Krise, insbesondere nach dem Verlust Nordafrikas an die Vandalen (442), eine stabile Verwaltung sicherstellte.